# Aesculus parryi
Aesculus parryi ist ein nur in Baja California heimischer Vertreter der Rosskastanien (Aesculus). 

## Merkmale
Aesculus parryi ist ein Strauch oder kleiner Baum, wird 1 bis 6 m hoch und erreicht einen Stammdurchmesser von bis 20 cm. Die Borke ist grau bis fast weiß und glatt. Zweige sind hellgrau, und kahl bis leicht behaart. Die Knospen sind nicht harzig.
Die Laubblätter sind handförmig gefiedert und bestehen aus 5 bis 7 Fiederblättchen, selten aus 3 oder nur einem. Der Blattstiel ist 1 bis 10 cm lang. Die Fiederblättchen sind leicht ledrig, 3 bis 12 cm lang, 2 bis 4 cm breit, verkehrt eiförmig bis länglich-elliptisch. Die Blättchenspitze ist stumpf, breit zugespitzt oder gerundet. Der Blattgrund ist stumpf, der Blattrand ist ganz bis leicht wellig. Die Unterseite ist hellbraun behaart bis wollig behaart, die Oberseite ist grün, kahl oder zerstreut behaart. Die Blättchenstiele sind 0 bis 5 mm lang.
Der Blütenstand ist schmal säulenförmig, 5 bis 20 cm lang, kahl oder kurz behaart. Der Blütenstiel ist 4 bis 6 mm lang, und behaart. Der Kelch ist glockig, 4 bis 9 mm lang behaart und drüsig. Die Kelchblätter sind nur bis zur Hälfte ihrer Länge miteinander verwachsen, die Kelchzipfel sind stumpf und fast gleich. Die Krone ist cremig weiß, am Grund orangefarben, später rötlichbraun. Die vier oder fünf Kronblätter sind drüsig behaart an der Oberfläche wie am Rand. Das obere Kronblatt-Paar ist 9 bis 18 mm lang, der Nagel hat an der Spitze gelappte Anhänge, und ist an dieser Stelle stark zurückgebogen. Die Platte ist verkehrt eiförmig, zugespitzt oder stumpf. Das seitlich stehende Kronblatt-Paar ist 8 bis 11 mm lang, aufrecht bis leicht abspreizend und nicht zurückgebogen. Das fünfte Kronblatt fehlt oder ist unterschiedlich groß. Es gibt 6 bis 8 Staubblätter, die 10 bis 20 mm lang und aufsteigend sind. Die Staubfäden sind weiß und kahl, die Staubbeutel leuchtend orangefarben, kahl, an der Spitze und an der Basis der Loculi (Öffnungen) drüsig. Der Stempel ist 10 bis 23 mm lang, am Fruchtknoten drüsig behaart, am Griffel behaart. 
Die Kapselfrucht ist verkehrt eiförmig bis kugelig und hat einen Durchmesser von 2 bis 3 cm. Das Perikarp ist dünn, behaart und etwas höckerig. Die Farbe it hellbraun. Eine Frucht enthält ein bis 3 Samen von 1 bis 1,5 cm Durchmesser, die dunkelbraun bis fast schwarz sind. Der Nabel (Hilum) ist weiß bis leicht sandfarben und hat einen Durchmesser von 3 bis 4 mm. 

## Verbreitung und Standorte
Die Art kommt nur im nordwestlichen Teil von Baja California vor und ist damit geographisch von allen anderen Rosskastanien-Arten isoliert. Sie wächst an unterschiedlichen Standorten von der Küste und den Dünen nahe San Quintín, auf steinigen und sandigen Böden des offenen Hügellands, und entlang von Bachläufen bis in eine Höhe von rund 700 m in der Sierra San Pedro Mártir.

## Ökologie
Aesculus parryi blüht zwischen März und Juli, die Früchte reifen zwischen September und Februar. Die meiste Zeit sind die Sträucher kahl, der Blattaustrieb erfolgt im November und Dezember, die Laubverfärbung zu gelb und der Blattfall tritt zwischen Februar und Mai zur Blütezeit ein.

## Systematik
Aesculus parryi ist die einzige Art der Sektion Parryanae der Gattung Aesculus. Sie unterscheidet sich von den anderen Arten vor allem dadurch, dass die Kelchblätter höchstens bis zur Hälfte verwachsen sind. Die Art wurde 1882 von Asa Gray erstbeschrieben. Die Sektion Parryanae wurde 1932 von Wiggins aufgestellt. 

## Belege
- James W. Hardin: A Revision of the American Hippocastanaceae II. Brittonia, Band 9, 1957, S. 173–195.